# Анкудинов, Леонид Георгиевич
Леони́д Гео́ргиевич Анкуди́нов (1906—1988) — инженер-строитель, управляющий трестом «Магнитострой», Челябинская область. Герой Социалистического Труда.

## Биография
Родился 25 июня (12 июня по старому стилю) 1906 года в Воткинском заводе (ныне г. Воткинск, Удмуртия)
В 1926 году окончил Воткинский индустриальный техникум по специальности «общее машиностроение». Работал конструктором на Ижевском машиностроительном заводе.
С 1929 года на «Магнитострое»: конструктор прокатного отдела; в 1931—1936 — инженер ПТО, прораб монтажных работ, начальник производственно-технического отдела «Прокатстроя»; 1936—1940 — старший инженер производств, отдела треста «Магнитострой»; в 1940—1941 начальник управления «Доменстрой»; в 1941—1955 — начальник производств, отдела, зам. главного инженера треста «Магнитострой» одновременно начальник комплексов строительства доменных печей № 7 и 8, мартеновского цеха № 1, аглофабрики № 4 и жилищного; главный инженер треста. 14 мая 1955 был назначен на должность управляющего трестом «Магнитострой».
«Магнитострой» первым в Советском Союзе приступил к крупнопанельному домостроению. Анкудинов способствовал открытию в Магнитогорске трамвайного движения по ул. Жданова (ныне Ленинградская). По его решению построен новый профилакторий треста «Магнитострой», началось строительство пионерского лагеря для детей строителей (впоследствии — лагерь «Орленок»). В годы руководства Анкудиновым трестом в Магнитогорске построены: швейная фабрика, южный и северный переходы через р. Урал, санитарная станция, рыбозавод, новое здание типографии, многие другие объекты промышленности, соцкультбыта и жилья.
В 1967—1975 — заместитель начальника Главного строительного управления Минтяжстроя СССР.
Член КПСС, был делегатом XXII съезда КПСС.
Умер 9 января 1988 года в Москве. Похоронен на Ваганьковском кладбище.

## Награды и Звания
- Герой Социалистического Труда (1958),
- Награждён орденами Красной Звезды (1943), «Знак Почёта» (1945), Ленина (1952[3], 1958), Трудового Красного Знамени (1953, 1966), большой золотой медалью ВДНХ (1966).
- Заслуженный строитель РСФСР (1966),
- Лауреат премии Совета Министров СССР (1973),
- Почётный гражданин города Магнитогорска (1966).